# Cayucos
Pour les articles homonymes, voir Cayucos (homonymie).
Cayucos est une localité américaine du comté de San Luis Obispo, en Californie.

## Démographie
| 2000  | 2010  | - | - | - | - |
| ----- | ----- | - | - | - | - |
| 2 943 | 2 592 | - | - | - | - |